# برخورد قاره‌ای

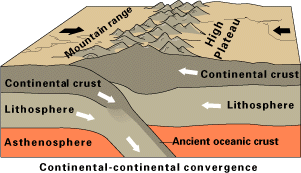
پویانمایی از برخورد زمین‌ساختی دو قاره

برخورد قاره‌ای یک پدیده زمین‌ساخت بشقابی زمین است که در مرزهای همگرا اتفاق می‌افتد. برخورد قاره‌ها، تنوعی در روند اساسی فرورانش، بین کوه و قاره از بین می‌رود. برخورده قاره‌ها فقط در سیارهٔ زمین شناخته شده‌است و نمونه‌ای جالب از فرورانش پوسته‌های مختلف اقیانوسی و قاره‌ای به‌شمار می‌رود.